# James Peale
James Peale (Chestertown, Maryland, 1749 – Philadelphia, Pennsylvania, 5 mei 1831) was een Amerikaanse kunstschilder. Hij is vooral bekend door zijn miniaturen en stillevens en doordat hij de jongere broer is van kunstschilder Charles Willson Peale.  

## Levensloop
James Peale was de tweede zoon van vader Charles Peale (1709-1750) en moeder Margaret Triggs (1709-1791). Zijn broer Charles had in Londen leren schilderen van Benjamin West. Toen deze in 1769 terugkwam, ging James bij hem in de leer als assistent en leerde op deze wijze schilderen.
Het totaal door Peale geschilderde werken is onbekend. Geschat wordt dat zijn oeuvre bestaat uit ongeveer 200 waterverf miniaturen op ivoor, 100 stillevens, iets minder dan 70 olieverf portretten en 8 historische schilderijen.

## Werken (selectie)

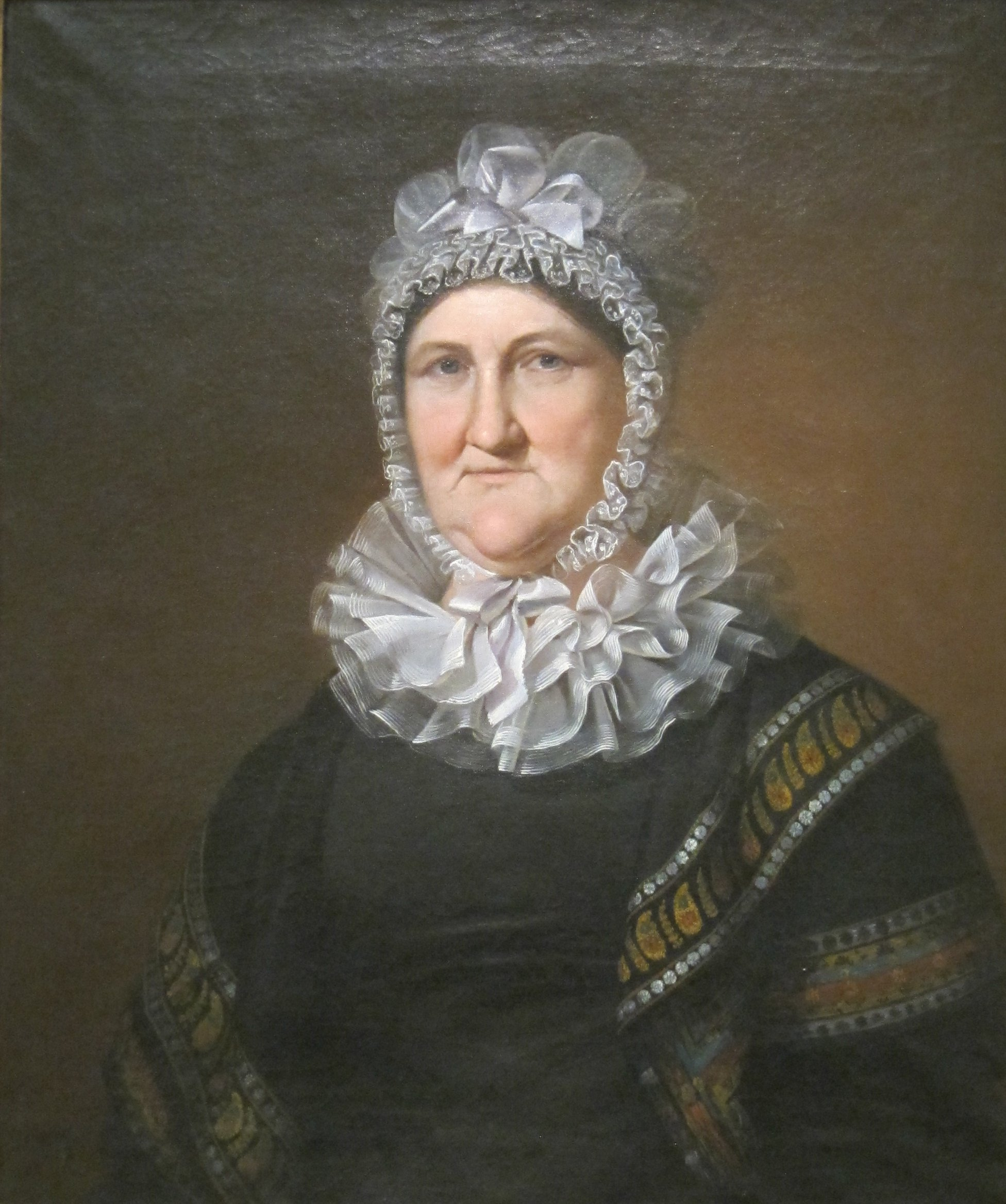
'Mary Hall (Mrs. James Patriot Wilson, Sr.)
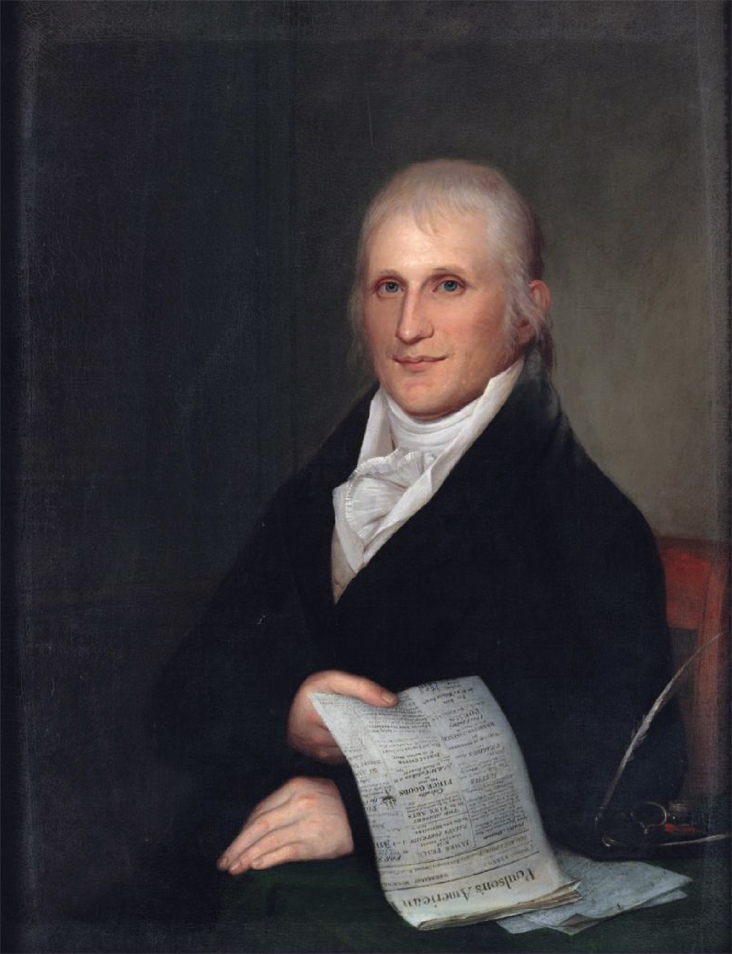
Zachariah Poulson
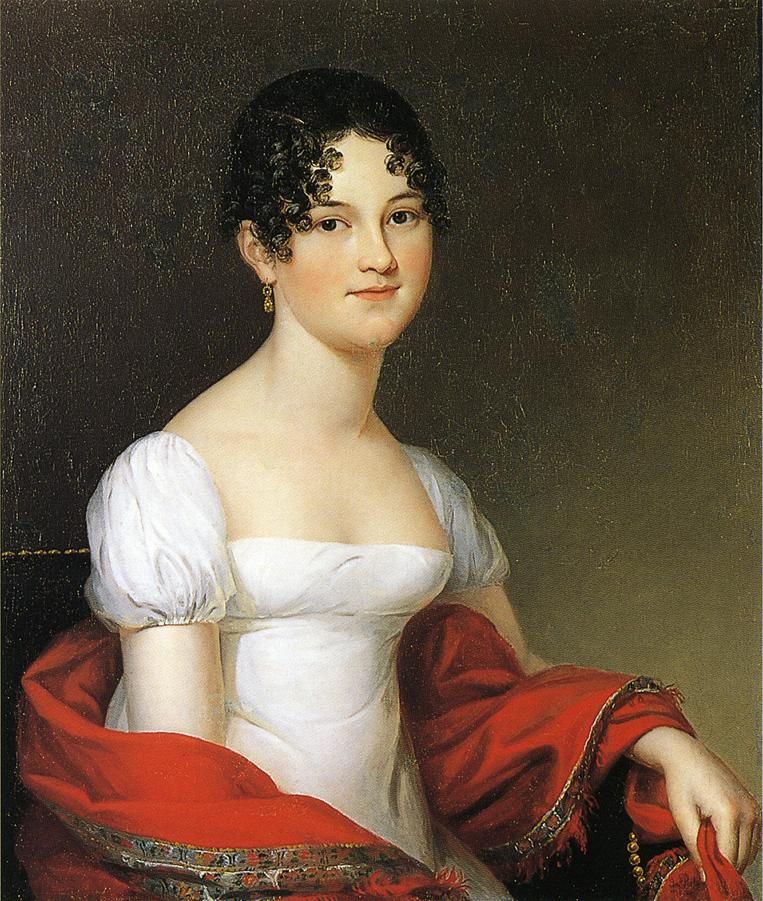
Anna Sophia Alexander Robertson (1816)
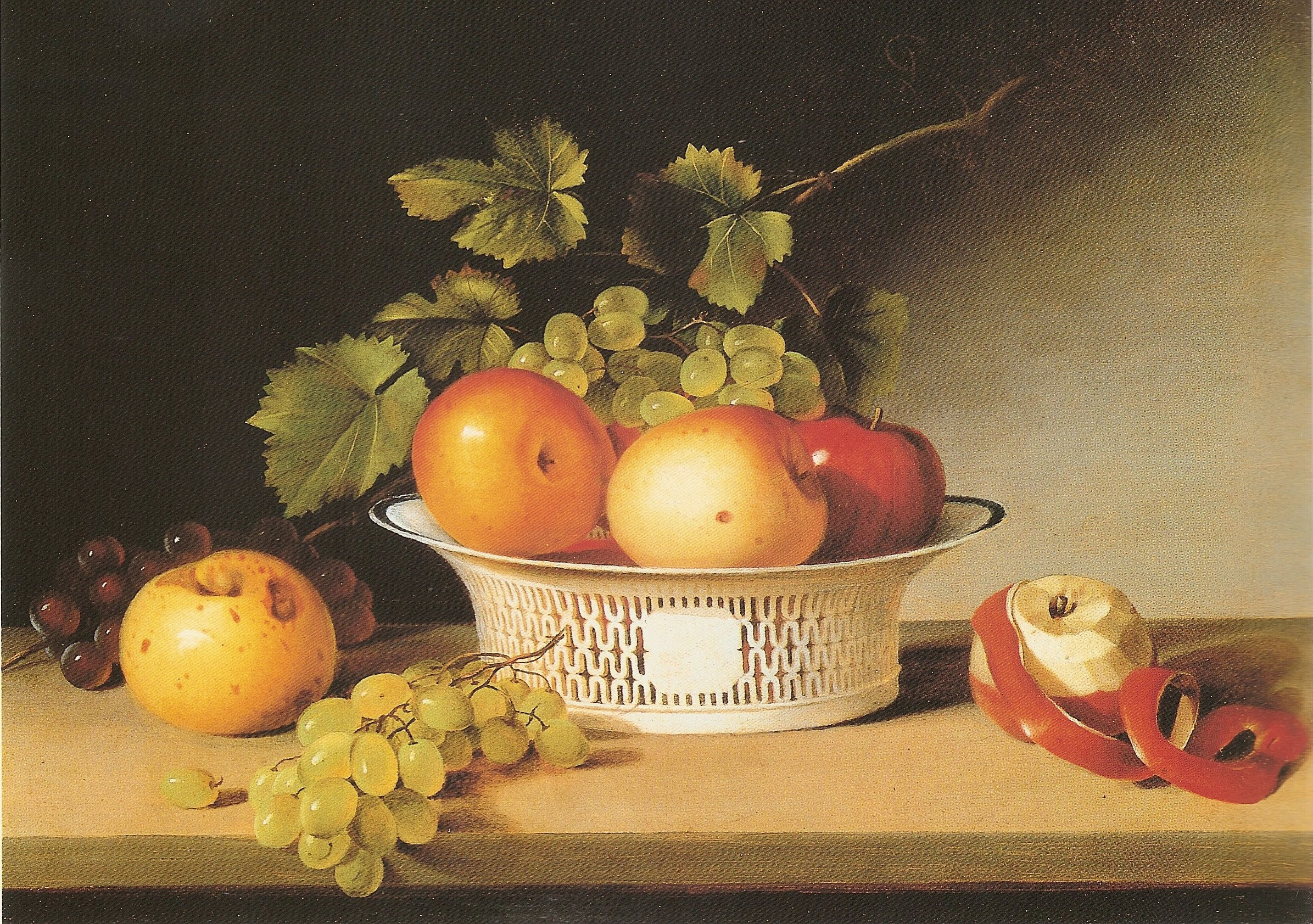
Stilleven van appels en druiven
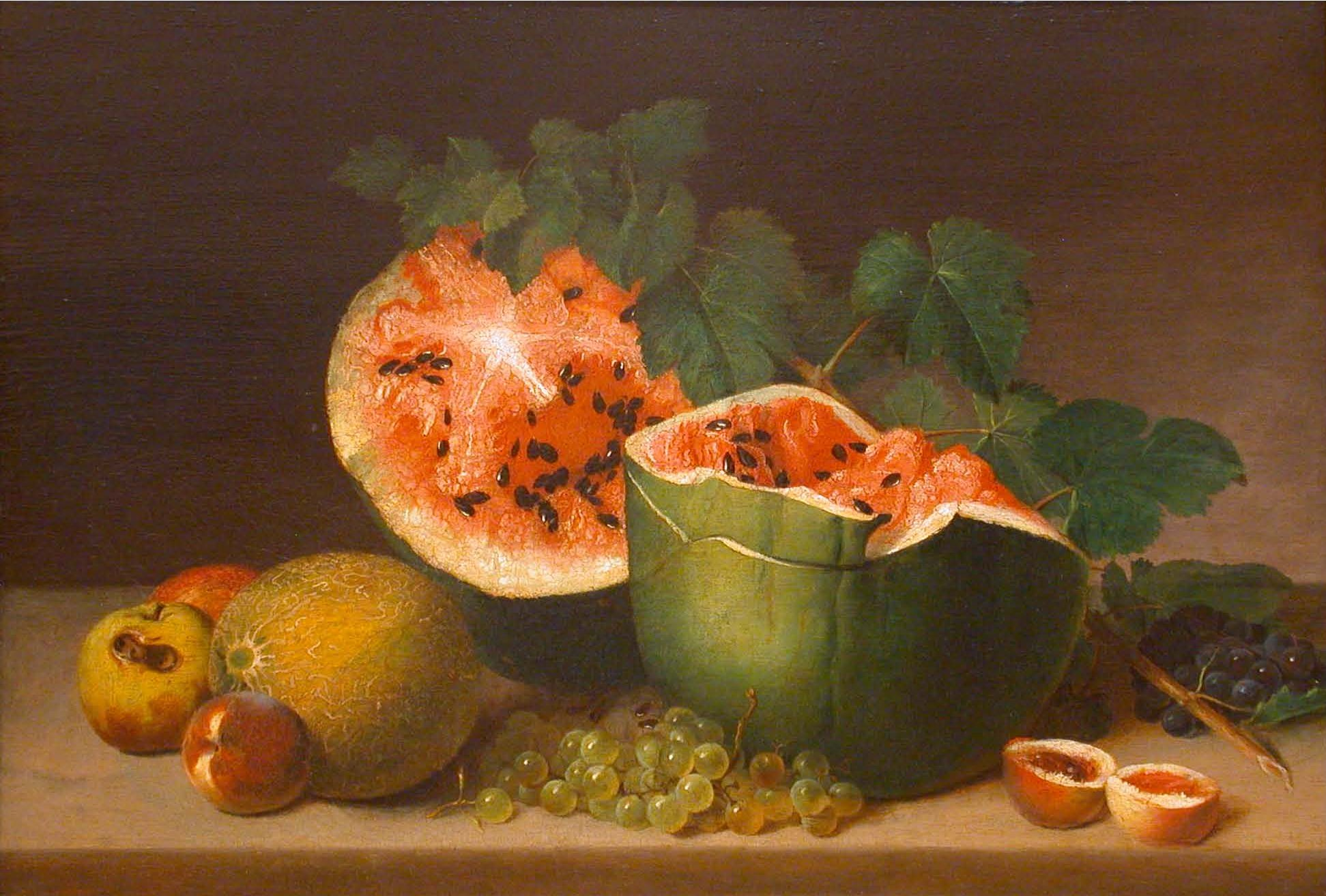
Stilleven
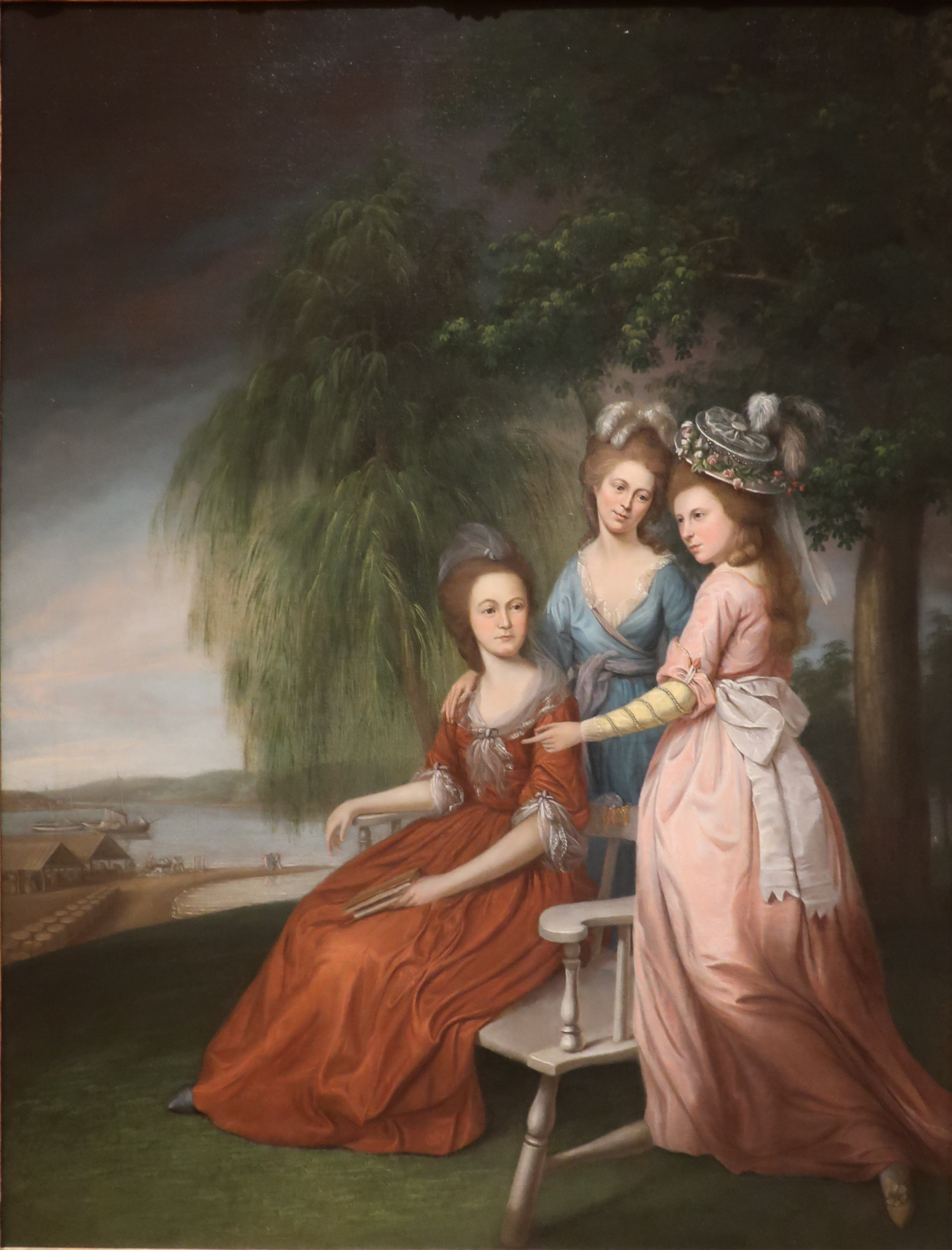
'The Ramsay-Polk Family'
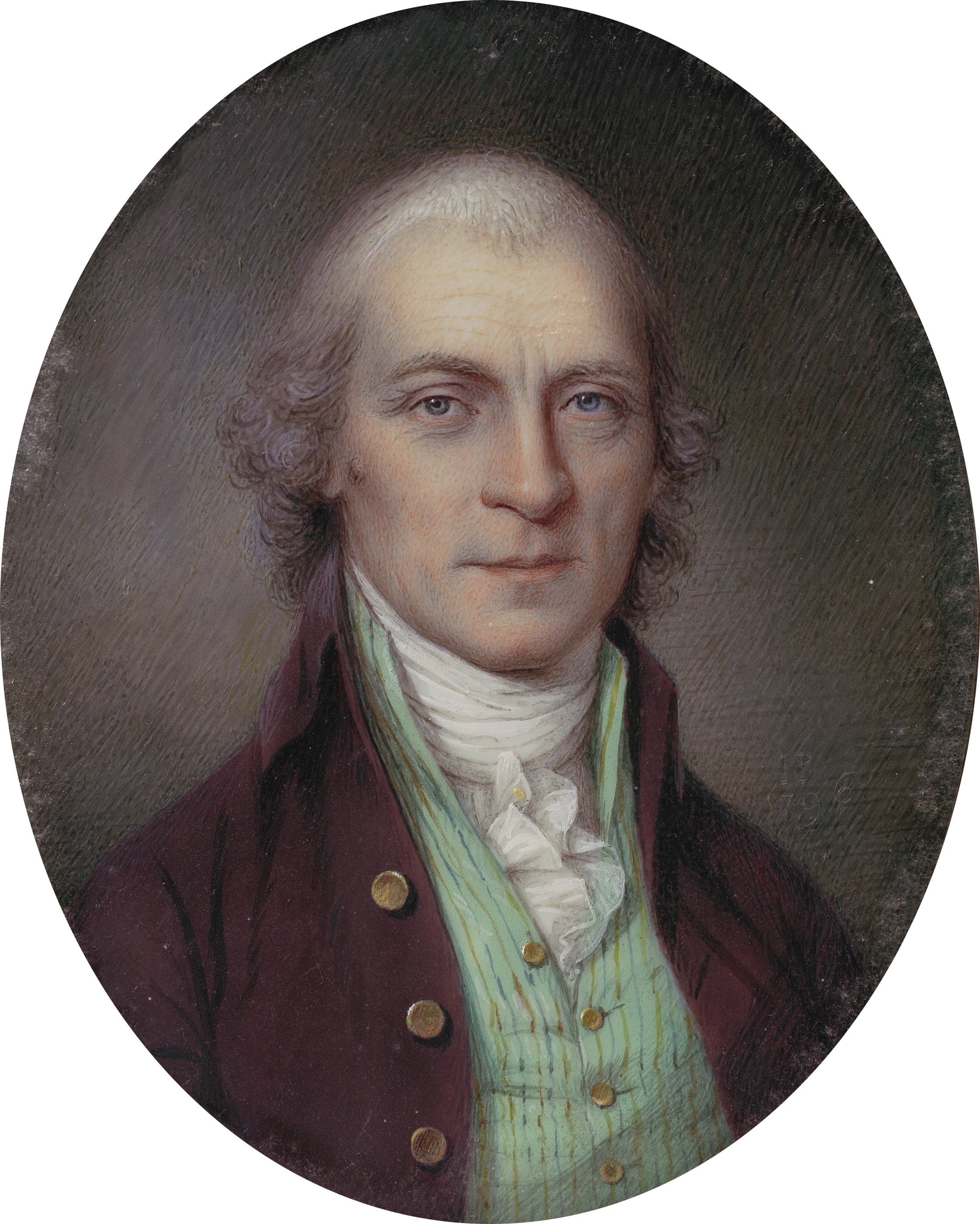
Portret van Colonel Richard Thomas
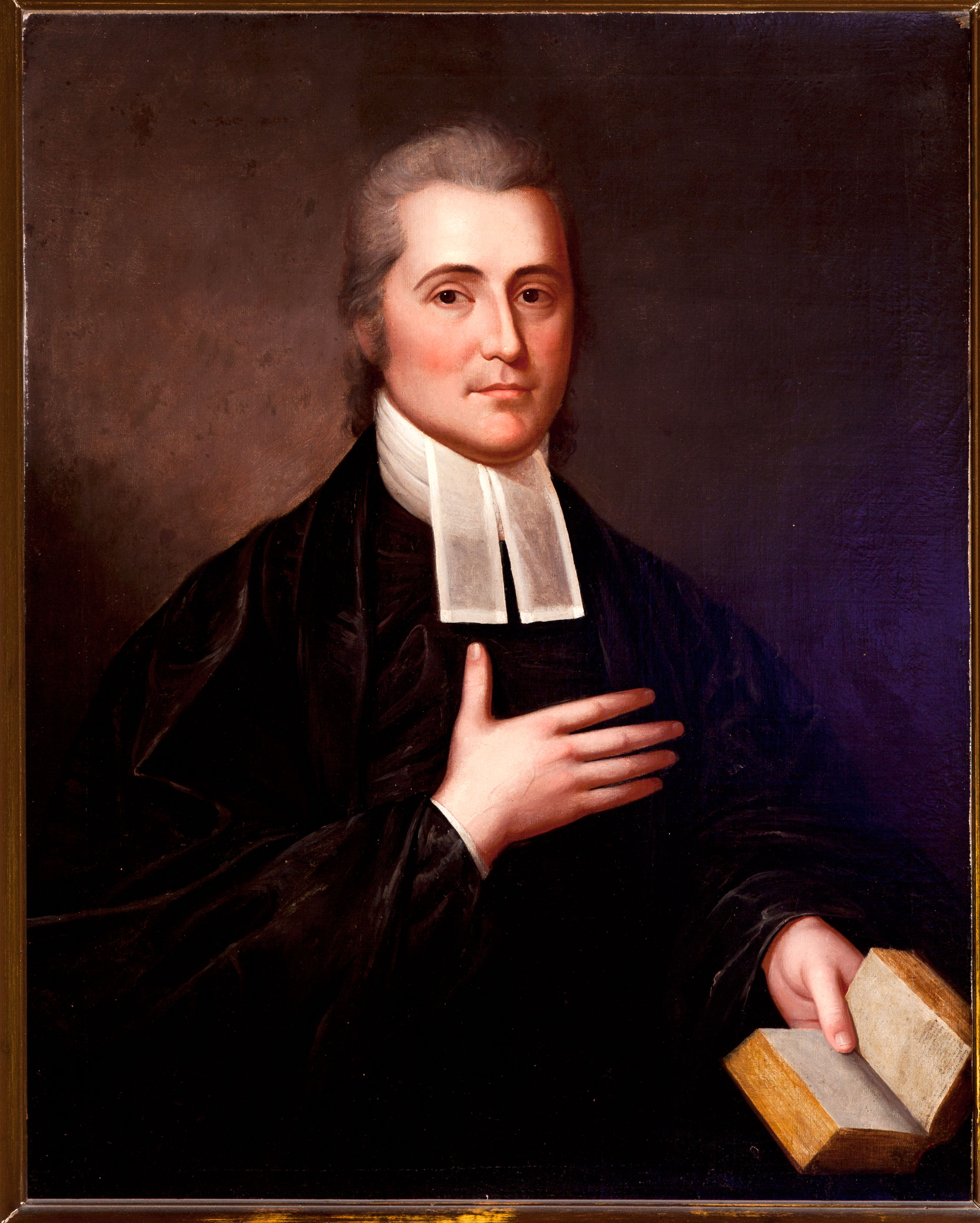
Portret van Dr.Philip Milledoler

- Gemeinsame Normdatei: 1160325464
- International Standard Name Identifier: 0000 0000 6708 0122
- Library of Congress Control Number: n86021622
- RKD-Nederlands Instituut voor Kunstgeschiedenis: 62239
- SNAC: w6n594k4
- Union List of Artist Names: 500029852
- Virtual International Authority File: 65481799
- WorldCat: E39PBJqk9994hTHMTjtd8M9VYP